# Marcelina Zawadzka
Marcelina Zawadzka, née le 25 janvier 1989 à Malbork, est un mannequin polonais.

## Biographie
Elle commence sa carrière de mannequin à l'âge de 8 ans, à l'agence « United For Models ».
En 2011, Marcelina est couronnée Miss Pologne 2011, elle participa à l'élection de Miss Univers 2012 où elle finit 15e.
En 2020, elle participe en tant que copilote dans la catégorie camion à l'Africa Eco Race. Son équipage termine 11e du classement de sa catégorie.